# Tales of Symphonia
Tales of Symphonia (яп. テイルズ オブ シンフォニア Тэйрудзу обу Синфониа) — японская ролевая игра, разработанная Namco Tales Studio и выпущенная Namco для Nintendo GameCube 29 августа 2003 года в Японии, 13 июля 2004 года в Северной Америке и 19 ноября 2004 года в Европе. Эта игра является пятой в серии Tales.
Действие игры разворачивается в вымышленном мире под названием Сильварант; главным героем является Ллойд Ирвинг, которого сопровождает друг детства Колэтт Брунел. Вместе они отправляются в путешествие для спасения мира. Во время своих странствий они выясняют, что спасение их собственного мира ставит под угрозу существование параллельного мира. Стиль игры характеризуется как RPG, резонирующая с твоей душой (яп. 君と響きあうRPG Кими то хибикиау RPG).
Игра была положительно воспринята критиками. Наиболее высоких оценок удостоилась графика, а сюжет подвергся наибольшей критике. В 2003 году Tales of Symphonia получила награду Japan Game Awards, а также была переиздана под лейблами Player's Choice и PlayStation 2 the Best. В США было продано более 100 000 копий игры за первые две недели продаж, а по всему миру было продано более миллиона экземпляров. С момента выпуска в Японии было произведено достаточно много сопутствующей продукции. По игре было создано 6 сборников манги, две серии рассказов, семь радиопостановок и OVA сериал. В 2008 году появился сиквел под названием Tales of Symphonia: Dawn of the New World, который был выпущен для Wii.

## Игровой процесс
Как и в предыдущих играх серии Tales, в Tales of Symphonia имеется три основных зоны: карта мира, города и подземелья, а также поле сражения. Карта мира выполнена с использованием трёхмерной графики и является масштабированной версией всего игрового мира. С помощью карты игрок выбирает локацию для перемещения. По миру можно перемещаться как пешком, так и на летательном аппарате, который появляется после прохождения определённого отрезка игры. Поле битвы — это трёхмерное ограниченное пространство, в котором игрок сражается с управляемыми компьютером врагами.

## Отзывы и критика
| Сводный рейтинг    | Сводный рейтинг      |
| Агрегатор          | Оценка               |
| ------------------ | -------------------- |
| GameRankings       | 85,47 %              |
| Metacritic         | 86/100               |
| Иноязычные издания |                      |
| Издание            | Оценка               |
| 1UP.com            | B+                   |
| EGM                | 8,17 из 10           |
| Eurogamer          | 9 из 10              |
| Game Informer      | 8,75 из 10           |
| GameSpot           | 8,8 из 10            |
| GameSpy            | [ 18 ]               |
| IGN                | 8,5 из 10            |
| Nintendo Power     | 9,5 из 10            |
| X-Play             | [ 21 ]               |
| Награды            |                      |
| Издание            | Награда              |
| Japan Game Awards  | Award for Excellence |

| Сводный рейтинг | Сводный рейтинг |
| Агрегатор       | Оценка          |
| --------------- | --------------- |
| GameRankings    | 76,61 %         |

Tales of Symphonia получила в основном положительные отзывы критиков. Сайты-агрегаторы GameRankings и Metacritic присвоили игре общие оценки 85,50 % и 86/100 соответственно. За первые две недели после выпуска Symphonia в США было продано более 100 000 копий. В декабре 2007 года Namco объявила, что версия GameCube была продана тиражом в 953 000 копии по всему миру, а продажи портированной версии игры для PlayStation 2 достигли отметки 486 000 экземпляров в Японии. В 2003 году игра получила награду Japan Game Awards. В выпуске журнала Game Informer за сентябрь 2009 года Tales of Symphonia была помещена на 24-е место списка Top 25 GameCube Games (рус. 25 лучших игр GameCube). Nintendo Power поместил Tales of Symphonia на 107-ю строчку чарта Nintendo Power Top 200 (рус. 200 лучших игр для Nintendo всех времён). Посетители сайта IGN назвали игру 75-й в рамках чарта Top 100 Games list (рус. Список ста лучших игр). Летом 2018 года, благодаря уязвимости в защите Steam Web API, стало известно, что точное количество пользователей сервиса Steam, которые играли в игру хотя бы один раз, составляет 221 667 человек.
Критики высоко оценили игру за её сэл-шейдерную графику и битвы, происходящие в реальном времени. Обозреватель GameSpy отметил множество мелких деталей, присутствующих в сценах, а также стабильную частоту смены кадров в 60 fps. Журналисты IGN и GameSpot также выделяли обилие деталей, при этом критикуя невыразительность карты мира. Обозреватель X-Play также положительно отозвался о графике и анимации Tales of Symphonia, охарактеризовав их как «изумительные», а рецензент 1UP назвал графику «роскошкой». Журналист GameSpy в своей статье об игре описал боевую систему как «потрясающе быструю и удобную», а обозреватель X-Play особо отметил её простоту и понятность, благодаря чему Symphonia может привлечь даже игроков, не являющихся фанатами RPG.
С другой стороны, сюжет получил негативные отзывы. Обозреватели Eurogamer, GameSpot, GameSpy, IGN и X-Play критиковали сюжет за обилие клише, не найдя его увлекательным. При этом большинство обозревателей посчитало музыку и английское озвучивание приемлемым. Однако рецензенты GameSpy и X-Play отметили, что жестикуляция и мимика персонажей при разговорах практически одинакова.